# Olszewki (gromada)
Olszewki – dawna gromada, czyli najmniejsza jednostka podziału terytorialnego Polskiej Rzeczypospolitej Ludowej w latach 1954–1972.
Gromady, z gromadzkimi radami narodowymi (GRN) jako organami władzy najniższego stopnia na wsi, funkcjonowały od reformy reorganizującej administrację wiejską przeprowadzonej jesienią 1954 do momentu ich zniesienia z dniem 1 stycznia 1973, tym samym wypierając organizację gminną w latach 1954–1972.
Gromadę Olszewki z siedzibą GRN w Olszewkach utworzono – jako jedną z 8759 gromad na obszarze Polski – w powiecie szczycieńskim w woj. olsztyńskim na mocy uchwały nr 27 WRN w Olsztynie z dnia 4 października 1954. W skład jednostki weszły obszary dotychczasowych gromad Jabłonka i Linowo ze zniesionej gminy Rańsk oraz obszar dotychczasowej gromady Olszewki ze zniesionej gminy Dźwierzuty w tymże powiecie. Dla gromady ustalono 9 członków gromadzkiej rady narodowej.
Gromadę zniesiono 1 stycznia 1958, a jej obszar włączono do gromad: Nowe Kiejkuty (wieś Jabłonka i leśniczówkę Kulka) i Dźwierzuty (wsie Linowo, Dąbrowa i Olszewki oraz PGR Stankowo) w tymże powiecie.